# Успавана лепотица (филм из 1959)
Успавана лепотица (енгл. Sleeping Beauty) је амерички анимирани филм компаније Волт Дизни снимљен по чувеној бајци Шарла Пероа и браће Грим, док су музика и песме засноване на истоименом балету Чајковског из 1889. године. Премијера филма била је 29. јануара 1959. године.

## Радња
Након много година заједно без деце, краљ Стефан и краљица Леа добили су кћерку, принцезу Ружицу. Направили су велико славље за њену добродошлицу и сви из краљевства су дошли како би видели своју принцезу. Принцеза Ружица била је обећана сину краља Хјуберта, краљевог доброг пријатеља. Син краља Хјуберта звао се принц Филип и након њиховог венчања краљевства би била уједињена.
Поред гостију, дошле су и три добре виле које су се звале Цветана, Горана и Сунчица, које су дошле да благослове дете са поклонима. Цветана и Горана су дале поклоне лепоте и песме. Пре него што је Сунчица стигла да да свој поклон, појавила се зла вила, Грдана. Дошла је да каже само да није позвана на славље, након чега је краљица Леа пита да ли је увређена, због чега Грдана баца клетву на принцезу Ружицу. Рекла је да ће принцеза Ружица одрасти уз срећу и здравље, али када напуни шеснаест година она ће се убости на врх вретена и умрети. Краљ Стефан и краљица Леа били су ужаснути и преклињали су добре виле да уклоне клетву. Нажалост, оне нису довољно јаке да је уклоне, али се појављује вила Сунчица са својим поклоном са којим принцеза не би умрла него би ублажила смрт. Рекла је да ће Ружица само пасти у дубок сан из ког ће се пробудити пољупцем праве љубави. Краљ Стефан се и даље много плашио за живот своје кћерке и издаје наређење да се сва вретена спале. Виле су мислиле да то неће бити довољно да спречи Грдану и одлучују да живе дубоко у шуми у малој кући, и да принцеза неће знати за магију и клетву.
Годинама касније, принцеза је одрасла у младу и прелепу жену. Дан пре Ружичиног рођендана, виле су јој рекле да оде у шуму и убере бобице, док би оне припремале торту за њен рођендан. Ружица одлази у шуму и спријатељи се са животињама и пева им песму „Баш к'о у сну”. Док је певала, Ружица је привукла пажњу принца Филипа, лепог младог момка. Он жури да нађе особу која пева песму, и када је нашао Ружицу био је очаран њеном лепотом и добротом. У почетку, Ружица је препаднута и не дозвољава младом момку да јој приђе, плашећи се странаца, али јој Филип прилази. Они се одмах заљубљују једно у друго, не знајући да су обећани једно другоме Ружица пита Филипа да ли жели да пође са њом код ње кући где ће бити забава.
У међувремену, Цветана и Сунчица се свађају о боји којом ће бити обојене ствари за забаву. Оне се боре и тако их је нашла Грданинина врана коју је она послала како би сазнала место на ком је Ружица. У повратку кући, Ружица је нестрпљива да каже добрим вилама све о момку ког је упознала. Када се вратила, добре виле јој говоре све о њеном пореклу, клетви, магији и момку ког је управо упознала за ког је обећана и да га више никада не сме видети. Сломљеним срцем, Ружица се враћа у своју собу. У међувремену, принц Филип говори свом оцу, Хјуберту, о девојци коју је упознао и о својој жељи да је ожени не обазирући се на то да му је уговорен брак са принцезом Ружица. Краљ Хјуберт бива разочаран због одлуке свог сина.
Касније те ноћи, добре виле одводе Ружицу у замак где је остављају у њеној соби да сачека док забава не буде припремљена где би она коначно упознала своје родитеље. Када су добре виле отишле, Грдана се појавила и преварила је Ружицу да се убоде на врх вретена, испунивши клетву. Добре виле одводе Ружицу у кревет на највишу кулу у замку и бацају велику чин на све људе у краљевству, где би сви они спавали док се њихова принцеза не пробуди и клетва буде уклоњена. Док су то радиле, начуле су разговор између краља Стефана и краља Хјуберта, из ког су сазнале да је момка ког је Аурора упознала заправо принц Филип ком је она обећана. Оне су кренуле њега да траже, али га је Грдана киднаповала како он не би случајно прекинуо њену клетву. Грдана му говори све о девојци коју је упознао која тренутно спава вечни сан и да ће га ослободити тек кад буде довољно стар човек како не би успео да дође до принцезе Ружице која неће остарити ни један дан.
Добре виле су успеле да нађу принца и помажу му да дође до принцезе Ружице, али Грдана сазнаје за то. Она се среће са њим испред замка у ком Ружица спава и претвара се у великог змаја. Принц Филип успева да победи Грдану тако што јој је забио нож у срце због чега она умире.
Филип буди Ружицу пољупцем, чинећи да се сви у краљевству пробуде. Краљевски пар одлази у свечани салу где принцеза Ружица упознаје своје родитеље по први пут. Краљ Хјуберт не разуме како су се принц и принцеза пронашли, али је био веома срећан. Цветана и Сунчица су се коначно договориле око боје за Аурорин рођендан, одлучујући да ће све бити плаве и розе боје. Принцеза Ружица и принц Филип живели су срећно до краја живота.